# تپه‌نوردی

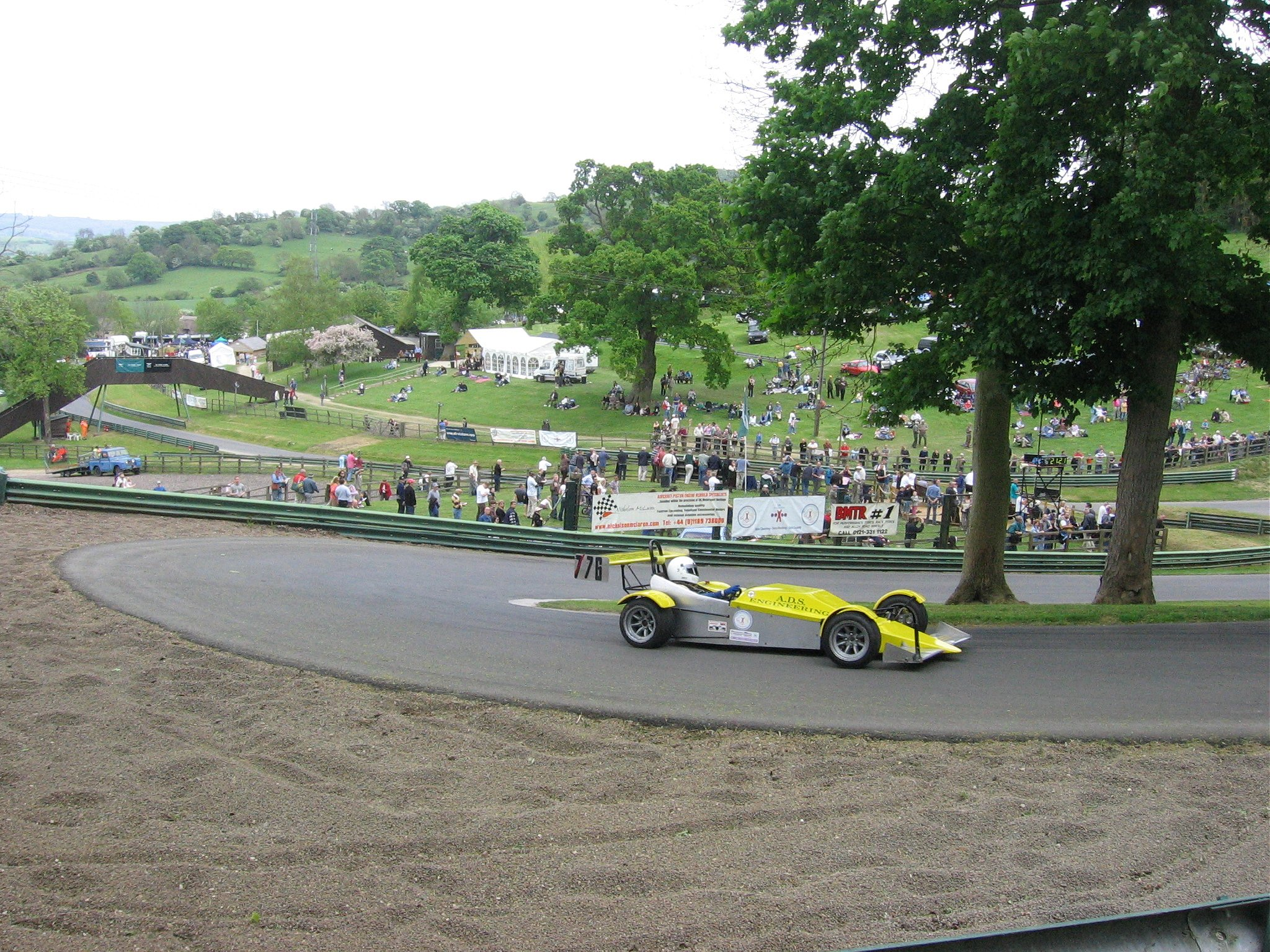
تپه‌نوردی پرسکات، انگلستان

تپه‌نوردی (به انگلیسی: Hillclimbing) یا مسابقه کوهستانی شاخه‌ای از ورزش‌های موتوری است که در آن رانندگان برای گذراندن یک مسیر سربالایی با زمان به رقابت می‌پردازند. این ورزش یکی از قدیمی‌ترین اشکال ورزش‌های موتوری است، زیرا اولین تپه‌نوردی شناخته شده در لا توربی در نزدیکی نیس، فرانسه در ۳۱ ژانویهٔ ۱۸۹۷ انجام شد. تپه‌نوردی که در شلزلی والش، در ورسسترشر، انگلستان برگزار شد؛ قدیمی‌ترین تپه‌نوردی با موتور در جهان است. مسابقات موتوراسپورت مرحله‌ای هنوز در مسیر اصلی خود برگزار می‌شوند و اولین بار در سال ۱۹۰۵ برگزار شد.

## اروپا
تپه‌نوردی در قاره اروپا معمولاً در مسیرهایی به طول چندین کیلومتر و با بهره‌گیری از تپه‌ها و کوه‌های موجود از جمله آلپ برگزار می‌شود. معتبرترین مسابقات قهرمانی تپه نوردی اروپا توسط فیا است.

### اتریش
یک مکان اتریشی: گایزبرگ (Gaisberg) یک پیست تاریخی در سمرینگ (Semmering) است.

### فرانسه
مسابقات قهرمانی تپه نوردی فرانسه یا (Championnat de France de la Montagne) یکی از رقابتی‌ترین مسابقات سری ملی اروپا بوده است که بسیاری از خودروهای اسپورت اف۲ و ۲ لیتری جدید را در دهه ۱۹۷۰ و اوایل دهه ۱۹۸۰ جذب کرد. از قهرمانان برجسته این دوره می‌توان به پیر موبلان (۱۹۶۷ و ۱۹۶۸)، دانیل روویران (۱۹۶۹)، هروه بایار (۱۹۷۰) و جیمی میوست (۱۹۷۱، ۱۹۷۲، ۱۹۷۳ و ۱۹۷۴) اشاره کرد. شناخته شده‌ترین پیست‌های دِ کوت مونت ونتوکس و مونت دور هستند.